# Tour 89
Tournées par Mylène Farmer
Tour 1996
Tour 89 est la première tournée de Mylène Farmer. Auréolée du triomphe de son deuxième album, Ainsi soit je..., sorti en mars 1988, la chanteuse décide de créer son premier spectacle, qu'elle envisage comme un véritable « show à l'américaine ».
Dans un décor inspiré de Stonehenge et entourée de musiciens de renom et d'une troupe de huit danseurs, la chanteuse se produit notamment durant sept soirs du 18 au 25 mai 1989 au Palais des sports de Paris (qui affichent complet en cinq semaines). Elle part ensuite en tournée à l'automne 1989 pour une trentaine de dates en France, en Belgique et en Suisse, et termine par deux soirs à guichets fermés à Bercy les 7 et 8 décembre 1989, attirant au total plus de 300 000 spectateurs.
Le spectacle est enregistré lors des concerts du 20 et 21 octobre 1989 au Forest National de Bruxelles : un album Live, Mylène Farmer en concert, paraît le 4 décembre 1989. Le montage ayant duré près d'un an, la vidéo du concert ne paraît, quant à elle, que le 5 novembre 1990.

Les ventes totales de Mylène Farmer en concert sont estimées à près de 600 000 exemplaires.

## Histoire

### Genèse
Après le succès de Libertine (1986) et Tristana (1987), extraits de son premier album Cendres de lune, Mylène Farmer sort en mars 1988 l'album Ainsi soit je..., porté par les titres Sans contrefaçon et Ainsi soit je..., et envisage de se produire sur scène pour la première fois.
Elle rencontre les plus grands producteurs français, dont Jean-Claude Camus et Gilbert Coullier qui lui proposent de se produire à l'Olympia ou au Casino de Paris, mais choisit Thierry Suc, un jeune producteur lyonnais qui partage avec elle ses envies de démesure et de grand spectacle.
Début octobre 1988, trois semaines après la sortie du single Pourvu qu'elles soient douces, elle annonce avoir réservé la date du 18 mai 1989 au Palais des Sports de Paris, une des plus grandes salles de la capitale : « Je ne voulais pas d'un lieu intimiste. J'ai besoin de grands espaces, d'une respiration tout en restant proche du spectateur ».

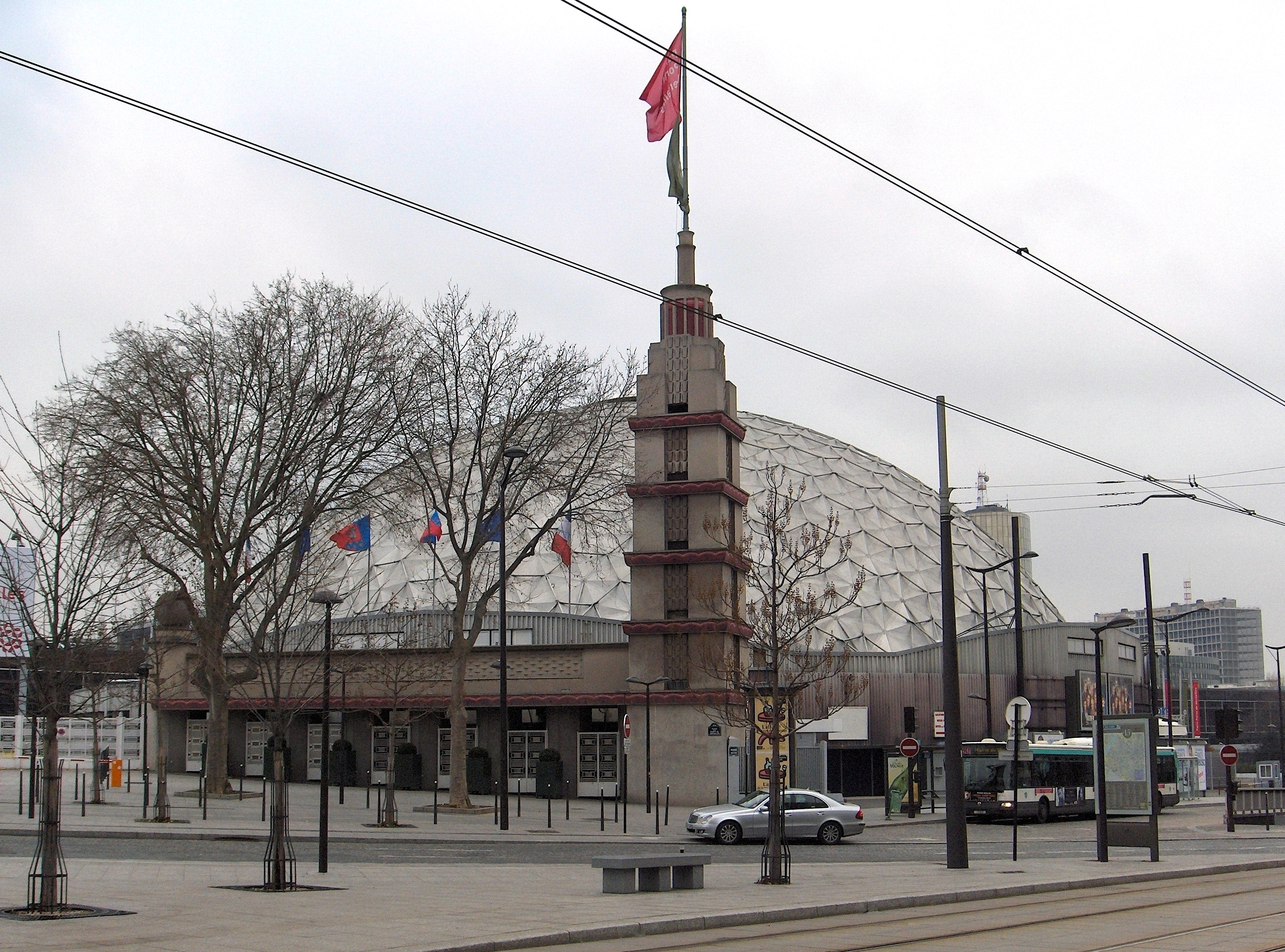
Le Palais des Sports de Paris.

Alors que Pourvu qu'elles soient douces connaît un énorme succès (n°1 du Top 50 pendant cinq semaines), la chanteuse est élue « Artiste de l’année 1988 » aux Victoires de la musique et atteint la première place des ventes avec l'album Ainsi soit je....

Face à la demande, ce sont finalement sept concerts qui sont programmés du 18 au 25 mai 1989 au Palais des Sports de Paris : l'intégralité des 35 000 places est vendue en cinq semaines.
Une grande tournée est prévue à partir de septembre 1989, et deux soirs sont ajoutés à Bercy en décembre.
Sans logique, le dernier extrait de l'album, paraît en février 1989 et connaît à son tour un grand succès, devenant no 1 des diffusions radio.
L'album Ainsi soit je... reçoit un disque de diamant : c'est la première fois qu'une chanteuse écoule un album à plus d'un million d'exemplaires en France.
Toutefois, Mylène Farmer sait qu'elle n'a pas le droit à l'erreur : « Sans rien dramatiser, je joue ma vie ».
« Je sais être attendue au virage. Les gens me pousseraient à placer ma tête sous la guillotine, mais je ne suis pas sûre qu'ils vont me la couper. Je ferai tout ce qui est en mon pouvoir pour ne pas laisser tomber la lame... mais par provocation, je l'affûte ! ».

Dès lors, elle se soumet à un rythme de travail draconien : « Il faut se donner tous les moyens de faire quelque chose qui ne donne pas à l'arrivée la moitié d'une chanteuse ou d'un décor ».

### Conception
Le spectacle est conçu par Mylène Farmer, Laurent Boutonnat et Gilles Laurent (qui avait déjà participé au scénario du clip de Pourvu qu'elles soient douces).
Ensemble, ils décident d'écrire une trame comme un scénario de film, basée sur l'inexorable écoulement du temps et rappelant ainsi L'Horloge de Charles Baudelaire, un poème que la chanteuse reprend sur son album Ainsi soit je....

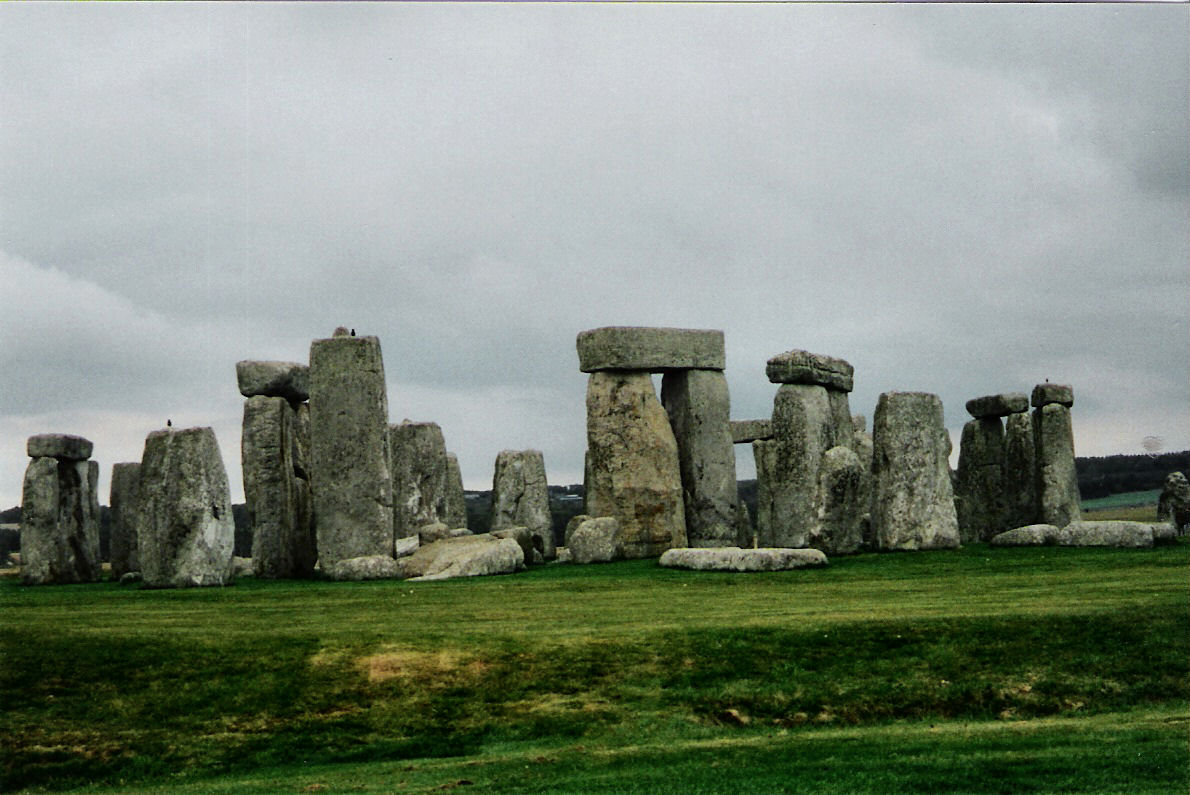
Le décor du Tour 89 est inspiré par Stonehenge.

Concocté par Hubert Monloup, le décor est inspiré de Stonehenge.
Gilles Laurent déclarera : « On y trouvait une liaison symbolique évidente avec l'idée maîtresse des saisons et du temps qui passe. Que cela ait revêtu des habits de cimetière au final, c'est une dérive, sans doute, mais qui raconte aussi « le temps assassin » dont parle L'Horloge ».
La direction musicale est confiée à Bruno Fontaine, qui s'entoure de musiciens de renom (Slim Pezin, Philippe Draï, Jean-Philippe Audin, Christian Padovan et Yves Sanna) et des choristes Carole Fredericks (qui avait déjà travaillé avec Mylène Farmer sur l'album Cendres de lune) et Beckie Bell.

Les jeux de lumières sont, quant à eux, confiés à l'éclairagiste réputé Jacques Rouveyrollis.
Après avoir auditionné des centaines de danseurs, Mylène Farmer en sélectionne sept et crée elle-même les chorégraphies, que Sophie Tellier se charge de coordonner.
La chanteuse demande également à Thierry Mugler (qu'elle connaît depuis le Cours Florent) de concevoir tous les costumes de scène.

### Affiche
L'affiche de la tournée, dont la photo est signée par Marianne Rosensthiel, présente Mylène Farmer fixant l'objectif et tenant les portes d'une grille, devant un nuage de fumée. Gilles Laurent déclarera : 

« L'affiche illustre un monde fermé, rendu mystérieux par la brume, auquel le commun des mortels n'a pas forcément accès, et dont Mylène est le gardien. Elle invite le public à y entrer, à la manière d'un Hitchcock nous disant "C'est ici que tout a commencé, entrez, je vais vous expliquer comment c'est arrivé"… [...] On avait, avec Laurent, une fascination commune pour une certaine littérature, qu'on pourrait illustrer par Le Tour d'écrou. Un roman angoissant et tragique, à la fin obscure, que beaucoup de cinéastes ont vainement essayé de restituer. Il s'agit de l'histoire d'une hantise qui touche un enfant. Le visuel du spectacle de Mylène a très naturellement été imprégné par cette littérature du XIXe siècle, morbide, effrayante et romantique. »

## Description du spectacle
Composé de 18 titres, ce spectacle comprend :
- huit titres issus de l'album Ainsi soit je... : les quatre singles (Sans contrefaçon, Ainsi soit je..., Pourvu qu'elles soient douces et Sans logique), mais également L'Horloge, Allan, Jardin de Vienne et Déshabillez-moi ;
- les quatre singles extraits de l'album Cendres de lune : Maman a tort, Plus grandir, Libertine et Tristana ;
- le single inédit À quoi je sers..., sorti durant l'été 1989 et intégré dans le spectacle à partir du mois de septembre ;
- le titre Puisque, qui était la face B du 45 tours de Pourvu qu'elles soient douces ;
- Je voudrais tant que tu comprennes, une reprise de Marie Laforêt datant de 1967[17] ;
- trois titres instrumentaux, servant d'introduction (Prologue), d'interlude et de conclusion (les deux parties de Mouvements de lune).

Dans le programme du spectacle, Mylène Farmer reprend deux citations de Luc Dietrich : « Entrer en scène sous un masque n'est pas un mensonge : c'est le plus souvent le seul moyen de tout dire sans offenser la pudeur ni trahir les secrets qu'il faut respecter » et « L'oubli, c'est le sommeil de nos douleurs ». Une citation de William Faulkner est également présente : « Entre la tristesse et rien je choisis la tristesse ».

### Liste des chansons
| No  | Titre                              | Paroles            | Musique                         | Durée |
| --- | ---------------------------------- | ------------------ | ------------------------------- | ----- |
| 1.  | Prologue                           | -                  | Laurent Boutonnat               |       |
| 2.  | L'Horloge                          | Charles Baudelaire | Laurent Boutonnat               |       |
| 3.  | Plus grandir                       | Mylène Farmer      | Laurent Boutonnat               |       |
| 4.  | Sans logique                       | Mylène Farmer      | Laurent Boutonnat               |       |
| 5.  | Maman a tort                       | Jérôme Dahan       | Jérôme Dahan, Laurent Boutonnat |       |
| 6.  | Déshabillez-moi                    | Robert Nyel        | Gaby Verlor                     |       |
| 7.  | Puisque                            | Mylène Farmer      | Laurent Boutonnat               |       |
| 8.  | Pourvu qu'elles soient douces      | Mylène Farmer      | Laurent Boutonnat               |       |
| 9.  | Allan                              | Mylène Farmer      | Laurent Boutonnat               |       |
| 10. | À quoi je sers...                  | Mylène Farmer      | Laurent Boutonnat               |       |
| 11. | Sans contrefaçon                   | Mylène Farmer      | Laurent Boutonnat               |       |
| 12. | Jardin de Vienne                   | Mylène Farmer      | Laurent Boutonnat               |       |
| 13. | Tristana                           | Mylène Farmer      | Laurent Boutonnat               |       |
| 14. | Ainsi soit je...                   | Mylène Farmer      | Laurent Boutonnat               |       |
| 15. | Libertine                          | Laurent Boutonnat  | Jean-Claude Dequéant            |       |
| 16. | Mouvements de lune (Partie I)      | -                  | Laurent Boutonnat               |       |
| 17. | Je voudrais tant que tu comprennes | Georges Pirault    | Francis Lai                     |       |
| 18. | Mouvements de lune (Partie II)     | -                  | Laurent Boutonnat               |       |

### Résumé du spectacle

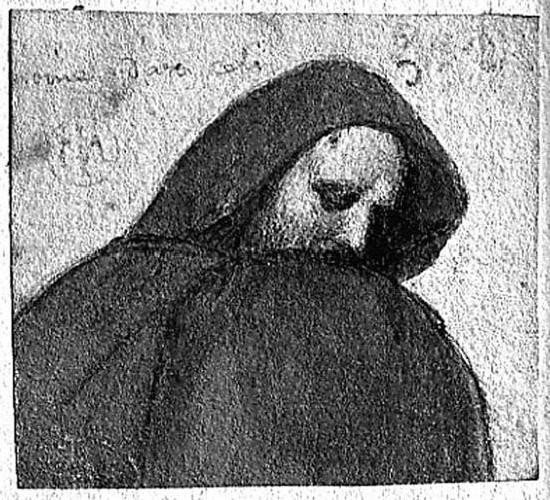
Un moine encapuchonné.

Alors que la salle est plongée dans le noir, un projecteur illumine la scène depuis le côté, laissant apparaître sur l'avant-scène de grandes grilles rappelant l'affiche de la tournée, tandis qu'une musique angoissante faite de synthétiseurs, de cris de bébé et de divers bruitages se fait entendre. Un moine encapuchonné se dirige vers la porte des grilles, déverrouille la serrure et ouvre les deux battants.

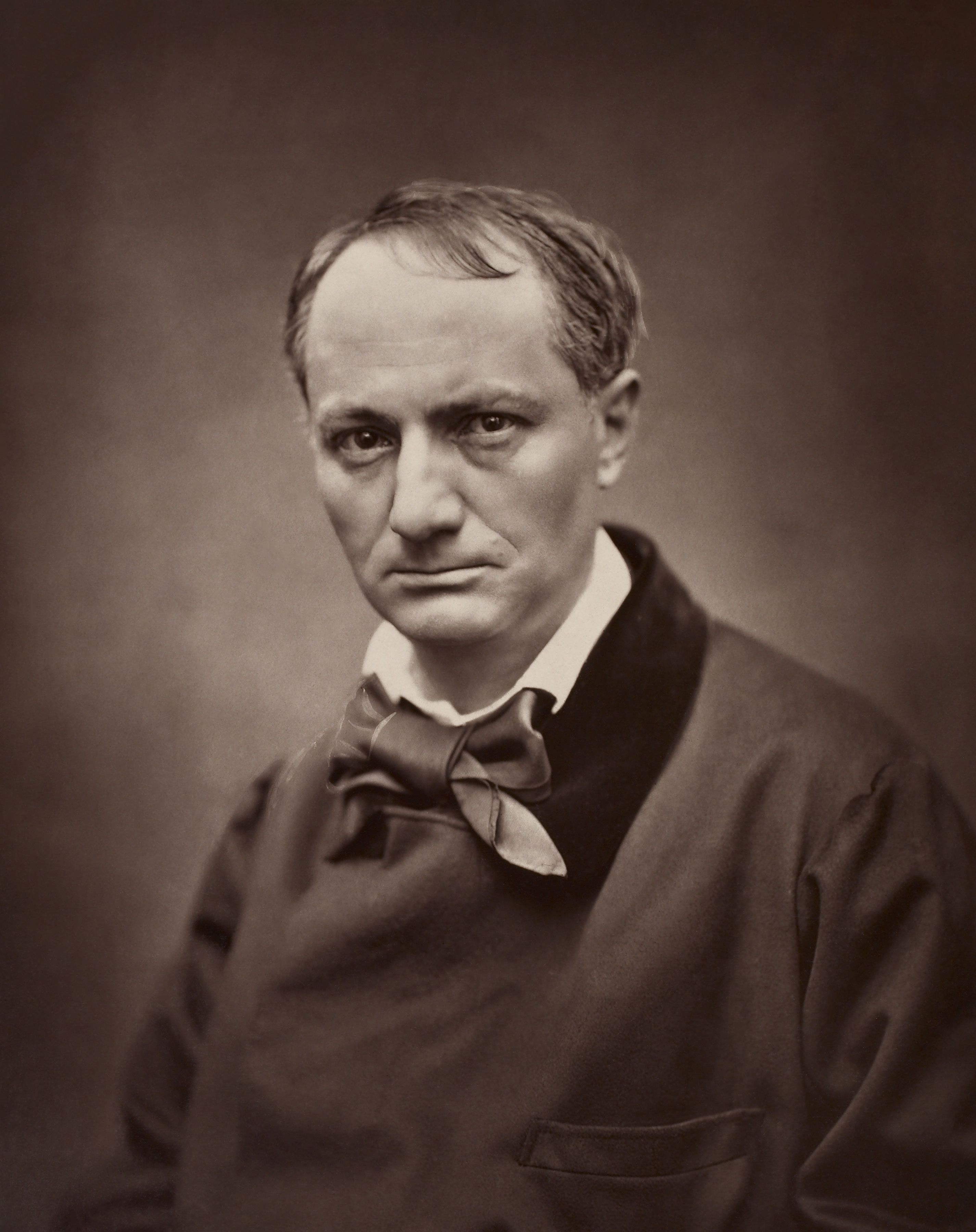
Charles Baudelaire.

Les deux côtés de la grille s'écartent au moment où débute la musique de L'Horloge (un poème de Charles Baudelaire).
Les projecteurs s'illuminent par à-coups au son de la batterie, avant que la chanteuse ne finisse par apparaître du fond de la scène, entraînant l'hystérie du public. Éclairée par un projecteur situé derrière elle, seule sa silhouette, vêtue de noir et de voiles en mouvement, est visible. À la fin du premier couplet, elle descend quelques marches et s'approche du public, permettant à son visage d'être éclairé (les musiciens et le décor restant, quant à eux, plongés dans le noir). Après avoir interprété la chanson, elle se retourne et descend un escalier menant sous la scène.
Vêtue d'un ensemble noir à col blanc rabattu et coiffée d'un catogan, Mylène Farmer interprète ensuite Plus grandir, chanson pour laquelle effectue une chorégraphie entourée de deux danseuses. Les musiciens sont alors éclairés, de même que le décor : un ensemble de stèles inspirées par Stonehenge pouvant évoquer un cimetière.

Les autres danseurs les rejoignent pour le titre suivant, Sans logique, dont l'introduction est rallongée par une snare rappelant une marche militaire.

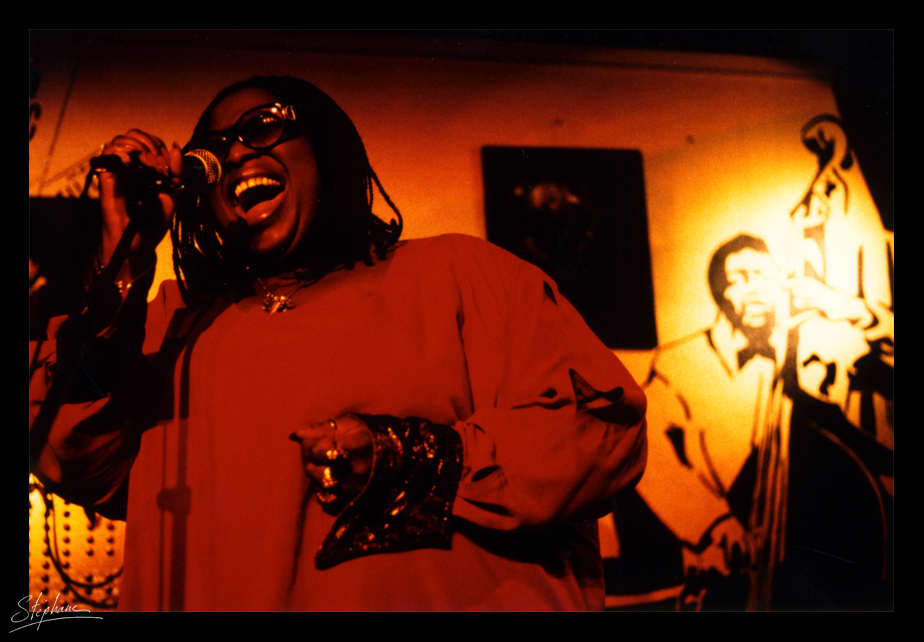
Carole Fredericks.

Carole Fredericks, l'une des choristes, s'avance ensuite face au public et entame avec lui un dialogue cocasse qui fait passer Mylène Farmer pour sa fille. Les premières notes de Maman a tort commencent à résonner, avant que la chanteuse ne surgisse du dessous la robe de la choriste, vêtue d'une grenouillère blanche. À la fin de la chanson, elles simulent une dispute mère-fille puis reprennent le morceau ensemble.
Face à un micro sur pied pour interpréter Déshabillez-moi, Mylène Farmer se contorsionne dans une camisole de force en cuir noir, éclairée par des projecteurs dont les couleurs évoluent au fur et à mesure de la chanson. Celle-ci se termine par l'apparition soudaine de fumigènes devant les projecteurs placés au sol, donnant l'impression d'une irruption de flammes.
Alors qu'un bruit d'orage se fait entendre, la salle est plongée dans le noir, avant d'être illuminée par les briquets des spectateurs. La musique de Puisque démarre : éclairée par des lumières bleues, Mylène Farmer arrive lentement du côté de la scène, vêtue d'une robe noire, et interprète le titre sobrement, qui se termine par un nouveau bruit d'orage.

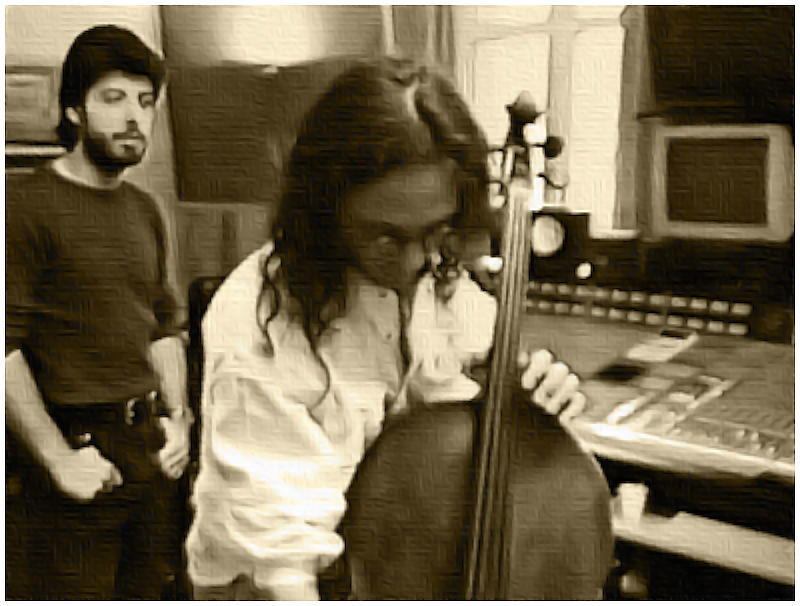
Le violoncelliste Jean-Philippe Audin.

Les premières notes de Pourvu qu'elles soient douces retentissent, dans une version assez proche du Remix Club. Mylène Farmer est juchée de dos sur un promontoire, tandis que la troupe de danseurs pénètre sur scène. La chanteuse se retourne face au public et rejoint les danseurs : l'un d'eux lui arrache le bas de sa robe, qui laisse apparaître des collants rouges en vinyle. Deux danseurs se mettent ensuite à la porter, couchée sur le dos. De retour au sol, elle interprète le titre avec tous les danseurs en effectuant une chorégraphie.

Après avoir présenté ses musiciens, elle revient sur le devant de la scène où l'un des danseurs la soulève et l'emporte avec lui. Slim Pezin, Christian Padovan et Jean-Philippe Audin s'avancent alors pour un outro très rock. Le moine encapuchonné du début refait un passage sur scène et part en lançant des flammes entre les stèles.

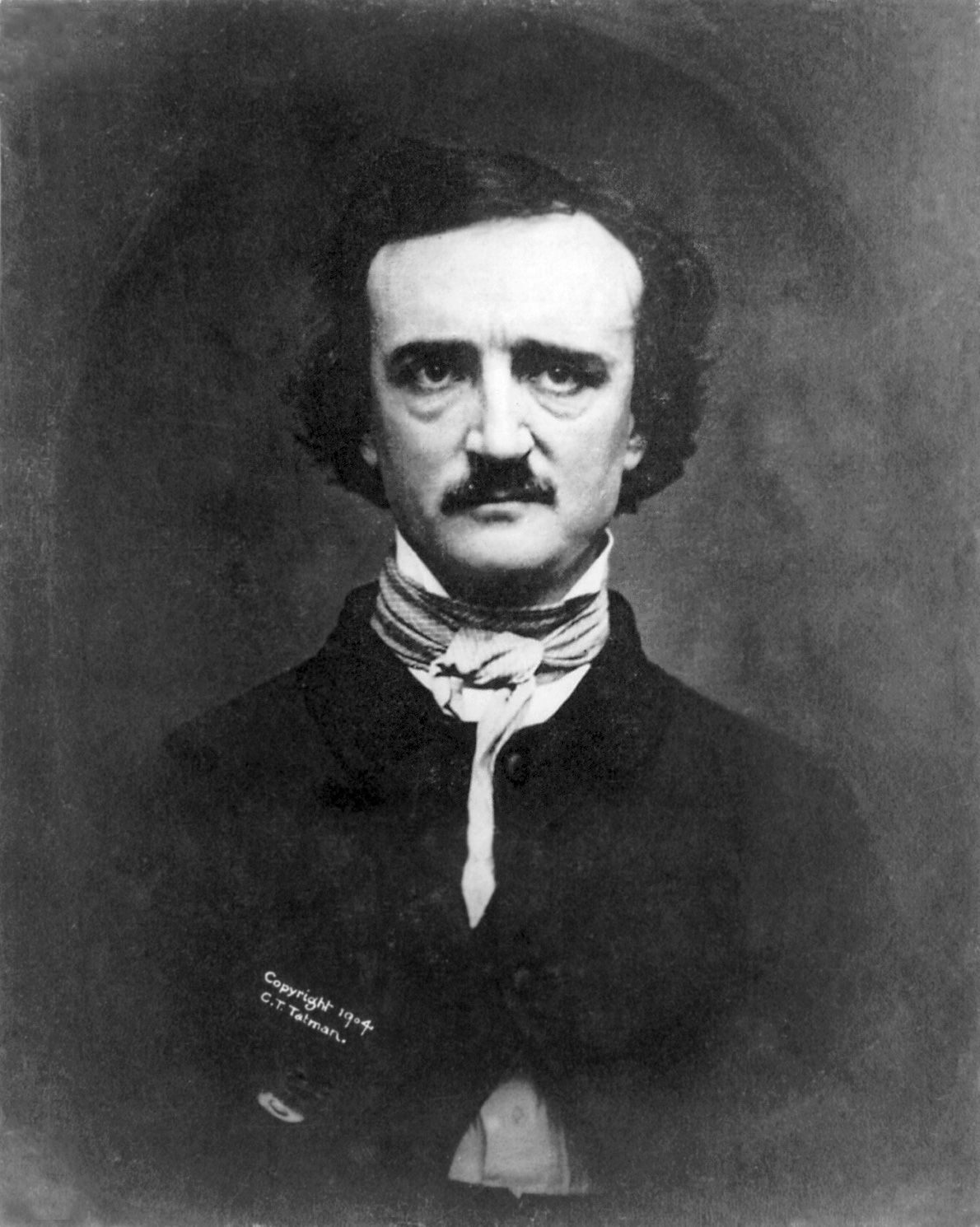
Edgar Allan Poe.

Après une introduction jazzy, Mylène Farmer revient sur scène pour interpréter Allan, un titre en hommage à Edgar Allan Poe. Elle porte une veste grise avec un pantalon à carreaux noir et blanc, tenue qu'elle gardera pour À quoi je sers…, le titre suivant.
Mylène Farmer s'empare ensuite d'une casquette à carreaux : le public reconnaît immédiatement la casquette de Sans contrefaçon. Elle enlève sa veste grise pour retourner la doublure qui est également en carreaux noir et blanc (assortie à sa casquette et à son pantalon), et entame ensuite une chorégraphie seule sur scène avant d'aller chercher le reste des danseurs qui portent chacun un costume à carreaux noir et blanc. Ils interprètent le titre ensemble, mimant notamment des jeux d'enfants et une farandole, tandis que le refrain est repris plusieurs fois par le public.
L'ambiance se calme lorsqu'un cor de chasse se fait entendre, annonçant Jardin de Vienne dont l'introduction est un extrait de l'ouverture de l'opéra Tannhäuser de Richard Wagner. La mise en scène est très sobre, Mylène Farmer portant une chemise noire et une grand châle gris. Le titre se termine sur les chœurs de Carole Fredericks et Beckie Bell.

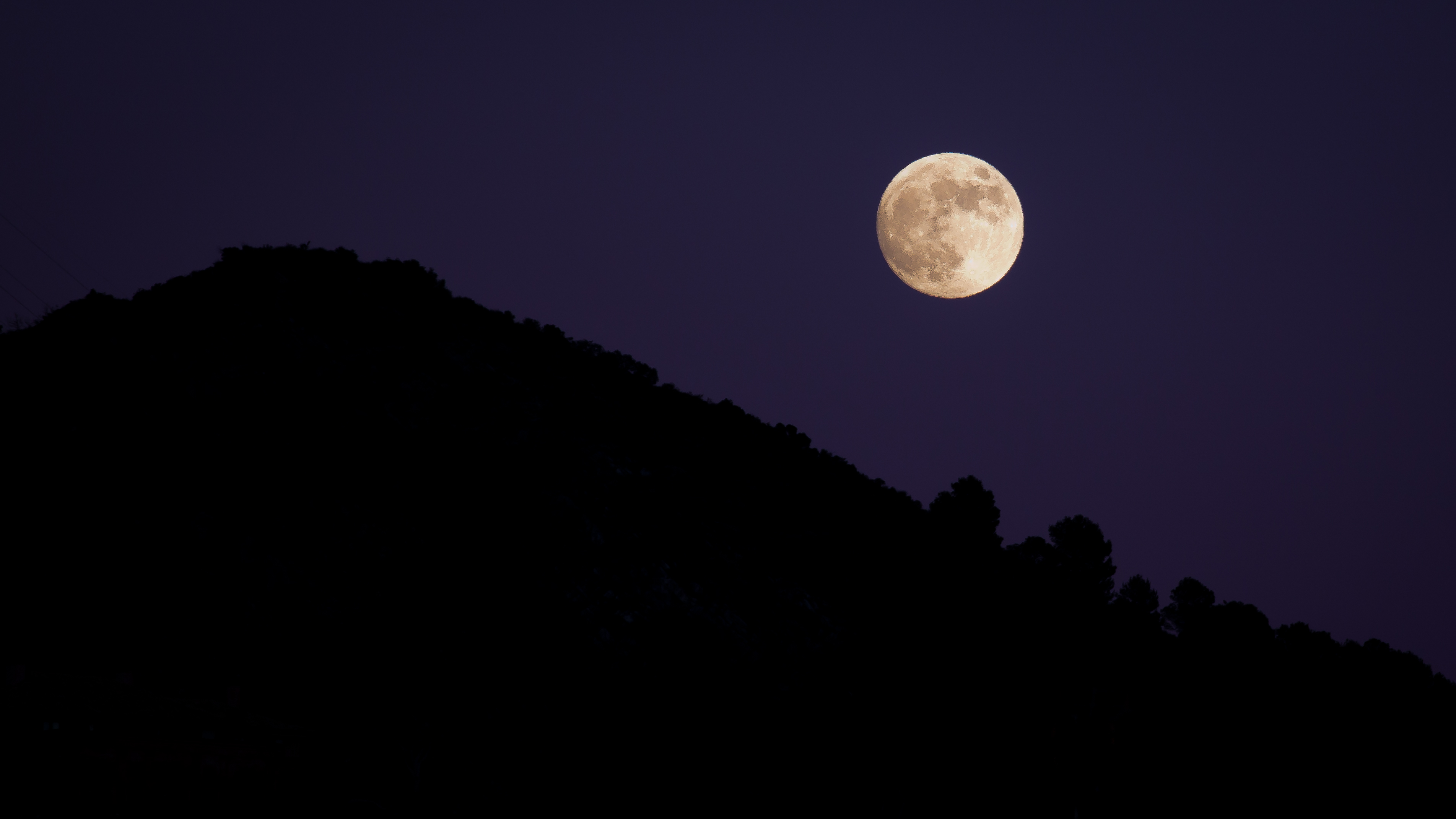
Tristana est interprétée sous un clair de lune.

Quelques notes de flûte de Pan laissent deviner le titre suivant : Tristana. La scène est entièrement recouverte de fumée, éclairée par un clair de lune. Deux danseurs vêtus comme des soviets pénètrent sur scène et effectuent une chorégraphie, avant d'être rejoints par les danseuses, elles-mêmes vêtues à la manière de paysannes russes. Mylène Farmer arrive ensuite, portant un lourd manteau rouge et des mitaines grises, et entame la chanson en effectuant une chorégraphie avec sa troupe.
Après une longue introduction au piano et à la guitare sèche, Mylène Farmer revient sur scène, vêtue d'une robe quasi transparente constituée de motifs noirs, pour interpréter Ainsi soit je..., titre pour lequel elle ne parvient pas à retenir ses larmes.

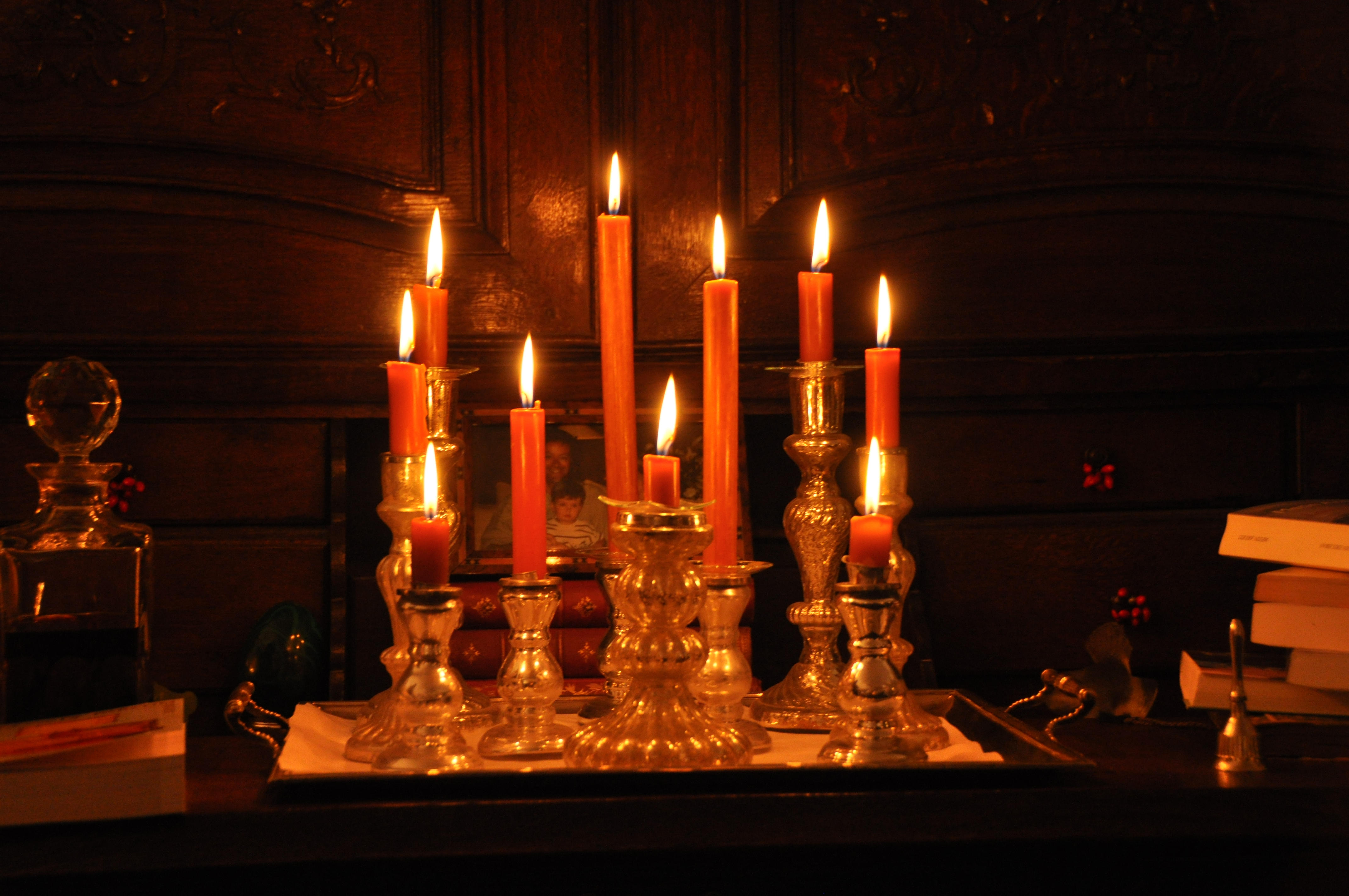
L'éclairage à la bougie rappelle le clip de Libertine.

Dans le noir le plus complet, des chandeliers allumés font leur apparition sur scène, rappelant l'éclairage à la bougie du clip de Libertine, tandis que la voix de l'acteur britannique Laurence Olivier se fait entendre (un extrait du film Hamlet, réalisé par lui-même et adapté de la pièce de William Shakespeare).
La scène s'éclaire soudainement : Mylène Farmer et Sophie Tellier sont au centre, dos à dos, rejouant le duel au pistolet du début du clip de Libertine, dans des tenues évoquant le XVIIIe siècle. Après le coup de feu, les deux femmes rejoignent les danseurs qui effectuent une chorégraphie en tenant des éventails. La chanteuse interprète le titre en jouant avec sa rivale tout au long de la chanson. Elle présente ensuite sa troupe de danseurs et fait reprendre le refrain plusieurs fois au public, qu'elle salue, avant qu'un feu d'artifice n'illumine toute la scène.
Après un interlude musical, la chanteuse revient sur scène, vêtue d'une robe violette, pour Je voudrais tant que tu comprennes, une chanson d'adieu de Marie Laforêt datant de 1967 que Mylène Farmer interprète a cappella et souvent en pleurs.

Les grilles présentes au début du spectacle réapparaissent sur scène, tout comme le moine encapuchonné qui vient les refermer. Au fond de la scène, Mylène Farmer salue une dernière fois son public et disparaît, tandis que résonne le tic-tac d'une horloge et retentissent des cris et pleurs de bébé.

## Déroulement de la tournée
Avant d'entamer sa série de concerts au Palais des sports de Paris du 18 au 25 mai 1989, Mylène Farmer se produit au Palais des sports de Saint-Étienne le 11 mai 1989, une salle dans laquelle elle a répété durant une dizaine de jours.
Elle déclarera : « C'est la grande révélation de ma vie. Pour la première fois vraiment j'ai eu confiance en moi. Et cette confiance, c'est le public qui me l'a donnée ».

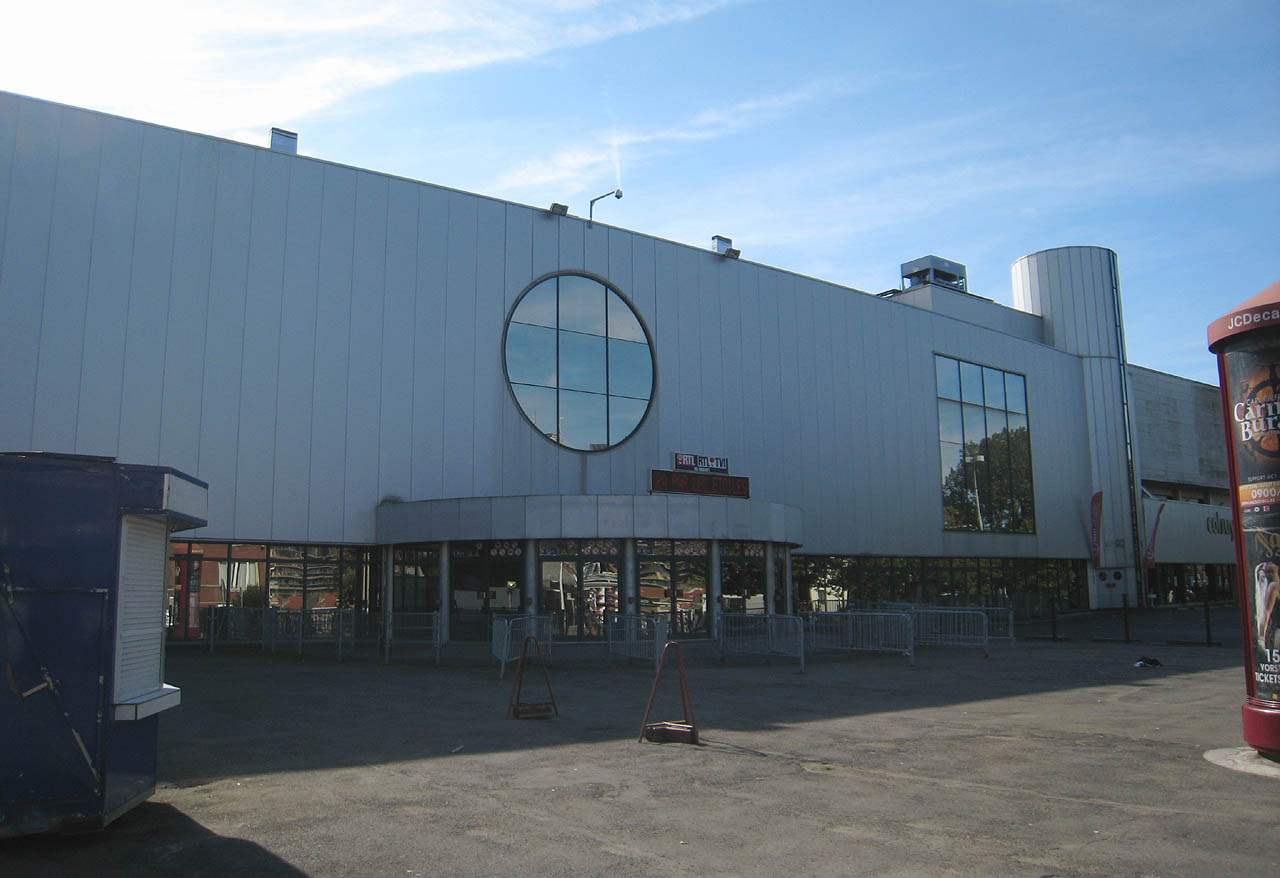
Le Forest National de Bruxelles.

La série de concerts au Palais des sports de Paris remporte un véritable triomphe,,.
Troublée par cette première rencontre avec le public, la chanteuse écrit le titre À quoi je sers..., qui paraît au mois de juillet et connaît le succès, se classant no 1 des diffusions radio.
Cette nouvelle chanson est intégrée au spectacle à partir du mois de septembre, lors de la tournée qui débute le 19 septembre 1989 au Summum de Grenoble.
Sur la quarantaine de dates prévues, deux villes sont annulées pour raisons techniques (Granges-lès-Valence et Dijon), ne pouvant accueillir l'imposante infrastructure du spectacle qui nécessitait deux jours de montage.
La date à Perpignan est annulée pour raisons de santé, tandis que les dates à Chartres, Lorient, Caen, Montbéliard et Épinal sont annulées, quant à elles, pour réservations insuffisantes, le producteur souhaitant un nombre minimum de spectateurs (entre 3 000 et 5 000 personnes selon les villes). Certaines villes voient par contre des dates s'ajouter, comme Bruxelles (cinq soirs au Forest National au lieu de deux, réunissant un total de 40 000 personnes) et Lausanne (deux soirs au lieu d'un).
La tournée se termine par deux soirs (complets) à Bercy les 7 et 8 décembre 1989.
Pour sa première tournée, Mylène Farmer aura attiré plus de 300 000 spectateurs.

### Liste des dates et villes
| Date              | Ville               | Pays     | Lieu                             | Affluence                                                   |
| ----------------- | ------------------- | -------- | -------------------------------- | ----------------------------------------------------------- |
| 11 mai 1989       | Saint-Étienne       | France   | Palais des sports                | 5 000 (complet)                                             |
| 18 mai 1989       | Paris               | France   | Palais des sports                | 5 000 par soir (complet), soit 35 000 spectateurs au total  |
| 19 mai 1989       | Paris               | France   | Palais des sports                | 5 000 par soir (complet), soit 35 000 spectateurs au total  |
| 20 mai 1989       | Paris               | France   | Palais des sports                | 5 000 par soir (complet), soit 35 000 spectateurs au total  |
| 21 mai 1989       | Paris               | France   | Palais des sports                | 5 000 par soir (complet), soit 35 000 spectateurs au total  |
| 23 mai 1989       | Paris               | France   | Palais des sports                | 5 000 par soir (complet), soit 35 000 spectateurs au total  |
| 24 mai 1989       | Paris               | France   | Palais des sports                | 5 000 par soir (complet), soit 35 000 spectateurs au total  |
| 25 mai 1989       | Paris               | France   | Palais des sports                | 5 000 par soir (complet), soit 35 000 spectateurs au total  |
| 19 septembre 1989 | Grenoble            | France   | Le Summum                        | 5 000                                                       |
| 22 septembre 1989 | Dijon               | France   | Palais des Sports                | Annulé pour raisons techniques                              |
| 23 septembre 1989 | Fréjus              | France   | Arènes de Fréjus                 | 5 000                                                       |
| 24 septembre 1989 | Avignon             | France   | Parc des expositions             |                                                             |
| 29 septembre 1989 | Montpellier         | France   | Zénith Sud                       | 4 500                                                       |
| 30 septembre 1989 | Toulouse            | France   | Palais des sports                | 8 000                                                       |
| 6 octobre 1989    | Limoges             | France   | Palais des sports                |                                                             |
| 7 octobre 1989    | Montluçon           | France   | Centre Athanor                   |                                                             |
| 8 octobre 1989    | Le Mans             | France   | La Rotonde                       | 3 000                                                       |
| 10 octobre 1989   | Lyon                | France   | Halle Tony-Garnier               | 14 000                                                      |
| 11 octobre 1989   | Clermont-Ferrand    | France   | Maison des sports                |                                                             |
| 13 octobre 1989   | Lausanne            | Suisse   | Palais de Beaulieu               | 7 500 (complet)                                             |
| 14 octobre 1989   | Annecy              | France   | Place des Romains                |                                                             |
| 18 octobre 1989   | Rennes              | France   | Salle Omnisports                 | 3 000                                                       |
| 20 octobre 1989   | Bruxelles           | Belgique | Forest National                  | 8 000 par soir (complet), soit 24 000 spectateurs au total  |
| 21 octobre 1989   | Bruxelles           | Belgique | Forest National                  | 8 000 par soir (complet), soit 24 000 spectateurs au total  |
| 22 octobre 1989   | Bruxelles           | Belgique | Forest National                  | 8 000 par soir (complet), soit 24 000 spectateurs au total  |
| 24 octobre 1989   | Bordeaux            | France   | Patinoire de Mériadeck           | 7 500                                                       |
| 25 octobre 1989   | Angers              | France   | Parc des expositions             |                                                             |
| 27 octobre 1989   | Poitiers            | France   | Arènes                           |                                                             |
| 28 octobre 1989   | Pau                 | France   | Parc des expositions             |                                                             |
| 4 novembre 1989   | Granges-lès-Valence | France   |                                  | Annulé pour raisons techniques                              |
| 8 novembre 1989   | Chartres            | France   | Chartrexpo                       | Annulé pour réservations insuffisantes                      |
| 10 novembre 1989  | Lorient             | France   | Parc des expositions             | Annulé pour réservations insuffisantes                      |
| 11 novembre 1989  | Tours               | France   | Parc Expo Rochepinard            | (complet)                                                   |
| 12 novembre 1989  | Bruxelles           | Belgique | Forest National                  | 8 000 (complet)                                             |
| 14 novembre 1989  | Perpignan           | France   | Palais des expositions           | Annulé pour raisons de santé                                |
| 15 novembre 1989  | Sanary-sur-Mer      | France   | Esplanade de la mer              |                                                             |
| 16 novembre 1989  | Marseille           | France   | Palais des sports                | 7 200 (complet)                                             |
| 17 novembre 1989  | Bourg-en-Bresse     | France   | Parc des expositions             |                                                             |
| 19 novembre 1989  | Bruxelles           | Belgique | Forest National                  | 8 000 (complet)                                             |
| 20 novembre 1989  | Caen                | France   |                                  | Annulé pour réservations insuffisantes                      |
| 21 novembre 1989  | Reims               | France   | Parc des expositions             | 3 500                                                       |
| 22 novembre 1989  | Besançon            | France   | Palais des sports                |                                                             |
| 24 novembre 1989  | Lausanne            | Suisse   | Palais de Beaulieu               | 7 500 (complet)                                             |
| 25 novembre 1989  | Metz                | France   | Parc des expositions             |                                                             |
| 26 novembre 1989  | Liévin              | France   | Stade couvert                    | 7 000                                                       |
| 28 novembre 1989  | Montbéliard         | France   | Parc des loisirs de Voujeaucourt | Annulé pour réservations insuffisantes                      |
| 29 novembre 1989  | Epinal              | France   | Parc des expositions             | Annulé pour réservations insuffisantes                      |
| 1er décembre 1989 | Rouen               | France   | Parc des expositions             |                                                             |
| 2 décembre 1989   | Nantes              | France   | Palais de la Beaujoire           | 6 000                                                       |
| 3 décembre 1989   | Amiens              | France   | Parc des expositions             |                                                             |
| 5 décembre 1989   | Mulhouse            | France   | Palais des Sports                | 3 700 (complet)                                             |
| 6 décembre 1989   | Strasbourg          | France   | Rhénus Sport                     |                                                             |
| 7 décembre 1989   | Paris               | France   | Palais omnisports de Paris-Bercy | 17 000 par soir (complet), soit 34 000 spectateurs au total |
| 8 décembre 1989   | Paris               | France   | Palais omnisports de Paris-Bercy | 17 000 par soir (complet), soit 34 000 spectateurs au total |

## Accueil critique
- « Rien à redire, c'est impeccable, chanté même, alors que l'on aurait pu s'attendre, vu la chétive voix de Mylène, à une bouillie sonore. Le public apprécie et en redemande. Tout le monde scande les refrains et les éclairages virevoltent. L'équipe de musiciens est redoutable. Ils alignent les riffs de guitare sanglants et les solos de saxo rageurs. Pour un peu, on se croirait chez Springsteen ! » (L'Humanité)[54]
- « Il ne lui manquait plus que la scène. C'est désormais chose faite. Avec classe, sans avoir fait donner la grosse artillerie ni eu recours à d'inutiles artifices. Simplement comme une grande professionnelle dont elle n'a, heureusement, pas les tics. [...] Ce show, particulièrement réussi, balancera en permanence entre l'émotion du traditionnel tour de chant et la magnificence toujours parfaitement maîtrisée de revues à grand spectacle. » (L'Est républicain)[38]
- « Débauche d'effets spéciaux, mise en scène grandiloquente, sono surpuissante et souvent approximative, la petite Mylène se débat comme une diablesse pour faire entendre sa petite voix douce noyée par les tornades de synthétiseurs et les ronflements sourds de la section rythmique. Tout pour l’œil, rien pour les oreilles ! » (Le Figaro)[55]
- « Un show somptueux en douze tableaux-chansons où la star nous dévoile les faces encore cachées de son talent. A chaque titre, un costume, une ambiance, une chorégraphie, le tout enchaîné à un rythme implacable, sans le moindre temps mort. Côté mise en scène, le style est grandiose. [...] Les spectateurs du Palais des Sports n'oublieront sans doute pas de sitôt le show Farmer que toute la France pourra découvrir bientôt. » (Top 50)[13]
- « Une super production comme on en avait jamais vu en France. [...] Tout à fait nouvelle dans la pop française, Mylène a réussi là où beaucoup ont échoué : faire l'unanimité en dehors des barrières "variété-rock" en innovant. » (Graffiti)[23]
- « Un challenge gagné par KO, critiques et public étant restés sans voix face à un show magistral et véritablement révolutionnaire par rapport à ce qui existait jusqu'alors dans le genre. » (Podium)[56]
- « Tube après tube, "la" Farmer a aligné une suite de succès mis en scène et en lumière de manière remarquable. Si Mylène n'est pas une chanteuse exceptionnelle, elle se rattrape très largement en proposant un show qui, lui, fera date. Des danseurs et des danseuses comme s'il en pleuvait (mais une chorégraphie sachant rester discrète malgré tout), des changements de costume de la star presque entre chaque morceau, et des atmosphères créées et recréées titre après titre. [...] Un concert envoûtant. » (Le Méridional)[49]
- « La rousse aura joué Mylène Farmer jusqu'au bout, évoluant à travers les tombes d'un cimetière, froide, distante. Faut-il interpréter la puissance sonore démentielle comme comme le palliatif à l'absence d'émotion ? Inutile aussi de parler ici d'interprétation musicale : les neuf musiciens et choristes sont les artisans d'une cacophonie sonore indescriptible. Et les huit danseurs, les interprètes d'une chorégraphie dont la nullité n'a d'égale que la stupidité. » (Le Matin)[57]
- « Décors, costumes, ballets, light-show... Tout y était : somptueux, professionnel, réussi. [...] En deux heures de temps, Mylène Farmer a prouvé qu'elle en avait, que son succès était amplement mérité, qu'elle était douée pour la danse autant que pour le chant, que sa présence suffisait à irradier un set cousu de fil d'or. » (Le Soir)[58]
- « Exceptionnellement pro et propre, le spectacle d'hier démontrait la suprématie de la chanteuse sur le marché français. [...] Le dosage est parfait et l'élégance est là pour ne retomber à aucun moment. Mylène Farmer mène la danse avec une assurance inattendue, magistrale dans l'art de la "présence" absente dont elle détient le brevet. » (Le Figaro Lyon)[59]
- « Dans un Bercy archicomble et chauffé à blanc, chaque ovation se transforme en une clameur immense, impressionnante. Une salle très jeune, moyenne d'âge vingt ans, dévorant tout à la fois la scène et les deux écrans géants placés de chaque côté. C'est que son show, rythmé et calibré au millimètre dans le registre fantasmé qui lui est cher, passe non seulement la rampe de Bercy, mais la transgresse. Si au Palais des Sports elle a fait la preuve d'une vraie professionnelle, hier et ce soir encore elle aura démontré qu'elle s'est hissée désormais au rang des plus grandes. » (France Soir)[28]

## Crédits
| - Production du spectacle : Laurent Boutonnat et Thierry Suc, en accord avec les éditions Bertrand Le Page - Direction artistique : Laurent Boutonnat - Conception : Mylène Farmer, Gilles Laurent et Laurent Boutonnat - Décor : Hubert Monloup - Costumes : Thierry Mugler - Lumières : Jacques Rouveyrollis - Prise de son et mixage : Thierry Rogen - Directeur de production : Thierry Teodori - Claviers et direction musicale : Bruno Fontaine - Batterie : Yves Sanna - Percussions : Philippe Draï - Guitares : Slim Pezin - Basse : Christian Padovan - Violoncelle : Jean-Philippe Audin - Flûte et saxo : Patrick Bourgoin - Choristes : Carole Fredericks et Beckie Bell | - Chorégraphies : Mylène Farmer - Danseurs : Sophie Tellier, Edwige Chandelier, Christophe Danchaud, Bruno Balto, Georges Barrier, Alicia De La Fuente, Yann Jonas, Dominique Martinelli, Mariane Filali, Pascal Montrouge - Coordination des chorégraphies : Sophie Tellier - Coiffure : Rosa Perez Casais - Maquillage : Pascal Thiollier - Assistant de Laurent Boutonnat : Paul Van Parys - Assistants de Thierry Suc : Anne d'Assignies et Philippe Bascugnana - Régie générale : Pascal Meley - Chef de plateau : Jacques Moulène - Administrateur de tournée : Marie-Thérèse Boisseau - Ingénieur retour son : Dominioque Chalhoub - Console éclairage : Fred Peveri - Effets spéciaux : Dominique Jouanne - Entraîneur de Mylène Farmer : Hervé Lewis - Photos : Marianne Rosentiehl pour Sygma |

## Album et vidéoLive

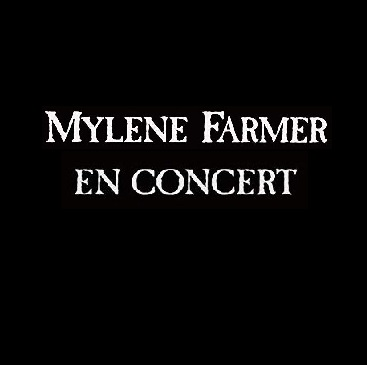
Logo de l'album Mylène Farmer en concert.

Enregistré lors des concerts du 20 et 21 octobre 1989 au Forest National de Bruxelles, l'album Mylène Farmer en concert, sort le 4 décembre 1989 avec Allan (Live) en guise de premier extrait.
Bien que Mylène Farmer n'en fasse aucune promotion, l'album est certifié double disque d'or en trois mois. Un second single, Plus grandir (Live), paraît au printemps 1990.
Le montage ayant duré près d'un an, la vidéo du concert ne paraît que le 5 novembre 1990, en VHS et LaserDisc.
Certifiée double vidéo de platine peu après sa sortie, elle obtient le « Prix européen de la Meilleure vidéo musicale ».

Après avoir été publié en CD-i en 1995, le concert est réédité en VHS au sein d'une collection Master Série en 1996. Ce n'est qu'en 2019 que le concert est disponible en DVD et Blu-Ray : ces nouveaux supports sont à leur tour certifiés double DVD de platine.
Les ventes totales de Mylène Farmer en concert sont estimées à près de 600 000 exemplaires.